# Klan Kosova
Klan Kosova es un canal de televisión privado de Kosovo, perteneciente a KGO Media Investments Holding. Se trata de un canal generalista, con informativos, series, películas y programas de entretenimiento. Es uno de los canales kosovares más vistos.

## Historia
El canal inició emisiones en pruebas el 2 de diciembre de 2008, aunque sus emisiones oficiales arrancaron el 17 de febrero de 2009, un año después de la declaración de independencia de Kosovo, siendo la filial kosovar de TV Klan después de 11 años de funcionamiento en Kosovo, viendo el interés de los ciudadanos y estando constantemente presente en Kosovo cubriendo los acontecimientos más importantes, pero también la vida cotidiana. La cadena de televisión albanesa donó equipos antiguos a Klan Kosova para su uso en sus estudios.
Sus emisiones en satélite comenzaron en noviembre de 2009.
En 2015, Klan Kosova trasladó sus oficinas. Este cambio de sede coincidió con el lanzamiento en HD del canal. 
En 2022, después de que Banijay Group consiguiera los derechos para emitir el popular reality show Gran Hermano VIP para Kosovo, Klan Kosova anunció que Big Brother VIP Kosova debutaría en el canal a partir del 5 de diciembre de 2022.
Tras una investigación de KosovaNews, la licencia comercial del Klan Kosova fue suspendida el 14 de junio de 2023 bajo sospecha de abuso de funciones oficiales y de autorizaciones económicas. La decisión generó controversia entre la población de Kosovo y la comunidad periodística internacional, y atrajo la atención de los países de la OTAN Quint, que expresaron su profunda preocupación por estos acontecimientos. El 31 de julio de 2023, empleados del Klan Kosova y miembros de la Asociación de Periodistas de Kosovo (AJK) se declararon en huelga en protesta por la decisión.
La decisión de suspender la licencia comercial de Klan Kosova fue revocada el 24 de julio de 2023 por el Tribunal de Primera Instancia de Pristina. El tribunal dictaminó que la suspensión no estaba justificada, lo que permitió a la cadena de televisión reanudar sus operaciones.

## Programación
- Big Brother VIP Kosova
- Ora 7
- Ora e Pasdites
- Privé
- Minuta e Fundit
- Info Magazine
- Familja ime
- Ju Flet Prishtina
- Sports Show
- Kiks Kosova
- Çka ka shpija?
- Rubikon me Adriatik Kelmendin
- Pasion e Profesion
- Shija e Anës
- Sol me Adelina Hasani
- Kosova Today
- DPT Te Fidani
- Fol Me Arin
- Hallakamë
- Weekend